# Salamanderpockets
Salamanderpockets was een boekenreeks waarvan het eerste deel in 1934 verscheen, met als subtitel "reeks van de beste oorspronkelijke en vertaalde romans". Het was de eerste Nederlandstalige pocketboekreeks.

## Geschiedenis
Emanuel Querido begon in 1934 met zes uitgaven van de Salamander-reeks, de eerste echte Nederlandse pocketserie, een jaar voor de eerste Penguins in Engeland verschenen. De prijs van de boekjes was fl. 1,25, en de eerste auteurs waren Johan de Meester, A.M. de Jong, Herman Heijermans, Anna van Gogh-Kaulbach, de Fransman Henri Barbusse en de Duitser Georg Hermann. De vormgeving van het omslag was aanvankelijk in handen van J.B. Heukelom, die ook veel boekbanden voor Querido in de voorgaande jaren ontworpen had. 
In 1958 begon Querido met de thans zo bekende reeks met door verschillende kunstenaars verzorgde omslagen. 
Bekende ontwerpers van de omslagen waren onder anderen Theo Kurpershoek, Herman Berserik, Mart Kempers, Bert Bouman, Susanne Heynemann, Jenny Dalenoord, Friso Henstra, Addie Horn, Anjo Mutsaars, Thé Tjong-Khing, Jan Sanders en Dolf Zwerver. De laatst verschenen Salamander had nummer 760, waarbij opgemerkt moet worden dat een aantal geplande nummers niet is uitgebracht. 
Uitgebreide documentatie is te vinden in de boekjes: Het Salamanderboek 1934-1984 verschenen als Salamander 608 in 1984 onder redactie van C.J. Aarts met bijdragen van diverse auteurs en het boek De omslagen van de Salamanderpockets 1958-1996 met bijdragen van Ton Anbeek en Paul Hefting (2009).

## Schrijvers met 5 of meer titels in de Salamanderpockets
- J. Bernlef = 12
- Louis Paul Boon = 9
- F. Bordewijk = 8
- Ina Boudier-Bakker = 9
- Willem Brakman = 12
- Carry van Bruggen = 5
- Simon Carmiggelt =10
- Anton Coolen = 6
- Louis Couperus = 15
- Max Dendermonde = 8
- A. den Doolaard = 6
- Marnix Gijsen = 6
- Hella S. Haasse = 13
- Leonard Huizinga = 8
- Franz Kafka = 5
- Alfred Kossmann = 9
- Gerrit Krol = 7
- Jacobus van Looy = 5
- Willem G. van Maanen = 7
- Jan Mens = 5
- Doeschka Meijsing = 7
- Multatuli = 11
- Top Naeff = 8
- Rob Nieuwenhuys = 7
- Marianne Philips = 5
- An Rutgers van der Loeff = 6
- Muriel Spark = 5
- F. Springer = 7
- John Steinbeck = 13
- Willem van Toorn = 5
- Bob den Uyl = 7
- Adriaan van der Veen = 8
- S. Vestdijk = 18
- Theun de Vries = 13